# Saint Antoine de Padoue (Le Greco)
Saint Antoine de Padoue est un tableau  de 104 × 79 cm réalisé par Le Greco vers 1580 et conservé au Musée du Prado de Madrid. Il représente le saint franciscain Antoine de Padoue.

## Description et style
Ce tableau est réalisé au début de l'installation du Greco à Tolède, après son séjour vénitien. Sa signature en lettres grecques majuscules est visible sur la tranche du livre : Χείρ Δομήνιχου « Fait par Dominique (Dominikos) ». Le tableau fait preuve d'une grande force expressive qui sera développée plus tard avec plus d'intensité encore. II représente saint Antoine de Padoue dans sa robe de bure franciscaine, tenant de la main gauche un livre ouvert et de la main droite un lys, symbole de pureté. Une petite image de l'Enfant Jésus apparaît  sur le livre ouvert ; elle a été ajoutée par la suite, comme l'a montré un examen radiographique, afin d'adapter cette œuvre à l'iconographie antonienne qui était en train d'être consolidée. Le livre fait allusion à son application aux études théologiques qui en fit un grand prédicateur. Le fond obscur est composé de nuages nocturnes donnant une atmosphère mystique à la scène, focalisant l'attention sur les points lumineux que sont le visage du saint, le lys et les pages blanches du livre ouvert.